# Bledius littoralis
Bledius littoralis är en skalbaggsart som beskrevs av Oswald Heer 1839. Bledius littoralis ingår i släktet Bledius, och familjen kortvingar. Enligt den svenska rödlistan är arten sårbar i Sverige. Arten förekommer i Nedre Norrland. Artens livsmiljö är våtmarker, stadsmiljö.